# Вендлинг, Карл (пианист)
Карл Вендлинг (нем. Karl Wendling; 14 ноября 1857, Франкенталь (Пфальц) — 20 июня 1918, Лейпциг) — немецкий пианист и музыкальный педагог.
Окончил Лейпцигскую консерваторию (1881), ученик Иоганнеса Вейденбаха (фортепиано) и Саломона Ядассона (теория). В течение трёх лет преподавал в Майнце, а с 1884 г. в Лейпцигской консерватории. Среди его учеников, в частности, Корнелис Доппер, Вильгельм Реттих, музыканты из России Александр Веприк, Вера Застрабская, Эрика Воскобойникова.
Как пианист известен, в частности, своим обращением к экспериментальной клавиатуре, изобретённой Паулем фон Янко. Как аккомпаниатор выступал, в частности, с певицами Катариной Клафски и Фанни Моран-Ольден, скрипачкой Терезиной Туа. В 1905 г. в Лейпциге осуществил ряд записей для фирмы Welte-Mignon (пьесы Ядассона, Иоахима Раффа, Эдварда Грига, Кристиана Синдинга, Жоржа Бизе и др.).